# Quiesel
Quiesel ist der Name einer fiktiven Figur, die als Buchillustration 1974 vom Pädagogenpaar Siegfried und Gisela Buck in Zusammenarbeit mit der Münchner Illustratorin Lea Koch-Auvo zum Grundschullesebuch Texte und Fragen entwickelt wurde. Die Figur besteht aus einem blauen Leib ohne abgesetzten Kopf, mit grünen Armen und Beinen, einem roten Schnabel sowie hellen gelben Haaren und ein wenig dunkleren Ohren. Sie wurde von den Bucks mit dem von ihnen erfundenem Namen Quiesel "getauft".  Quiesel steht als lustiger Partner der Lehrperson in der Tradition des früheren Kasperles und sollte den Ernst der Schule konterkarieren. Zugleich sollte er mit seinen Bemerkungen und Fragen am Rand der Textseiten zugleich Bucks neue lesedidaktische Konzeption verstärken, Texte nicht mehr nur reihum laut vorlesen zu lassen, sondern (wie schon immer in der Sekundarstufe) die Kinder auch zur Auseinandersetzung mit ihren Inhalten anzuregen.
Fünf Jahre später wurde Quiesel die zentrale Figur in Bucks neuer Fibel "lesen lesen lesen". Mittlerweile war aus der zweidimensionalen Figur eine "lebendige" Handpuppe geworden und wurde für die Schulanfänger zum geliebten Helfer im schwierigen Leseprozess. Obwohl "Quiesel" lesetechnisch ungünstig erscheint, da "Qu" als /k/ gesprochen wird, das "u" stumm bleibt, wie auch das "e" bei "ie" und schließlich auch noch das "e" in "el" anders ausgesprochen wird als das offene /e/! Da aber die Kinder am Lesebeginn nicht nur buchstabierend arbeiten, sondern auch Wörter als Ganzes speichern, war das Erkennen und Wiedergeben des Wortes "Quiesel" für sie kein Problem! Das Verwenden einiger weniger Wörter, die am Anfang noch nicht durchgliederbar waren, entsprach bewusst dem Methoden-Mix Bucks, der sich aus drei Teilen zusammensetzte: 1. traditionelle Ganzwortmethode (die Buck noch als Junglehrer 1962 praktiziert hatte), 2. Anlautmethode (Kennwort zu jedem Buchstaben des ABC), 3. frühe Anleitung zum Schreiben von Wörtern mit den jeweils gelernten Buchstaben (auch "Lesen durch Schreiben" genannt).
Wieder 5 Jahre später entwickelte Buck mit seinen Mitarbeitern ein Verbundwerk von Lesebüchern und Sprachbüchern für die Grundschule: "Bausteine Deutsch": Lese- und Sprachunterrichtwurden für Zeitbereiche von ca. 3 Wochen thematisch aufeinander abgestimmt. Später kam noch "Bausteine Sachunterricht" und die neue "Bausteine Fibel" dazu – und in all diesen Schulbüchern spielte Quiesel eine Rolle.
Von 1981 an erschienen unter dem Reihentitel Quiesel-Bücher Geschichten für das Erstlesealter, die zeitweilig auch als Quiesel-Bücherei in einer Box vertrieben wurden. Nach einer Serie mit Nacherzählungen von Märchen der Brüder Grimm, erschienen 1981, folgten thematisch zusammenhängende Serien mit Geschichten von bekannten Kinderbuchautoren, wie Martin Auer, Irmela Brender, Karlhans Frank, Josef Guggenmos, Heinrich Hannover, Irina Korschunow, Gina Ruck-Pauquèt, Sabine Jörg, Manfred Mai, Gudrun Mebs. 1990 wurde die Reihe unter dem Thema „Mit Quiesel durch das Jahr“ wieder aufgegriffen (Hauptautorin: Marbeth Reif), jeder Band dieser Serie schilderte die Erlebnisse Quiesels in einem bestimmten Monat, einige der Broschurbändchen wurden für blinde Schüler in Brailleschrift übertragen, einige auch ins Niederländische übersetzt Seit 2003 wird diese Reihe neu aufgelegt.